# Hypseleotris ejuncida
The slender gudgeon (Hypseleotris ejuncida) là một loài cá thuộc họ Cá bống đen. Nó là loài đặc hữu của Úc.